# 이동화 (1893년)
이동화(李東華, 일본식 이름: 李家實리노이에 사토루, 1893년 ~ ?)는 일제강점기 당시 일본에서 활동했던 사회기관단체인이다. 강원도 통천군 출신이며, 다른 이름으로 이경규(李慶圭)가 있다.

## 생애
일본 니혼 대학에 재학 중이던 1920년 8월 경성일보 후원으로 열린 도쿄 학생 조선시찰단 순회 강연회의 연사로 활동했고, 같은 해 9월에는 내선청년융합회에서 활동했다. 1922년 도쿄에서 내선융화와 황색 인종의 대단결을 목적으로 내건 출판사인 황인사(黃人社)를 세우고, 발행인 및 편집인, 사장을 지냈으며, 1920년대부터 1930년대까지 일본과 조선을 순회하면서 내선융화, 내선일체를 주제로 한 강연을 열었다.
1932년 12월 황인사의 기관지 《황인공론(黃人公論)》을 창간했다. 1933년 저서 《국방과 조선인(國防と朝鮮人)》, 1934년 저서 《민족공동사회의 제창(民族共同社會の提唱)》을 저술하면서 조선인에게 징병 제도를 실시할 것을 주장했으며, 1934년 11월 24일 조선신흥동맹 준비위원장 및 좌장, 1935년 1월 9일 동아신흥연맹 상임의원으로 선출되었다. 1936년 조선인징병제요망운동의 발기인으로 참가했고 1937년 조선인으로는 최초로 도쿄 시 의원 선거에 당선되었다.
1938년 유기 요강 헌납 운동을 제창하면서 일본의 침략 전쟁에 협력했고, 1941년 매일신보에 《근로이념과 조선인》이라는 글을 기고했다. 1942년 5월 1일에 실시된 일본 중의원 의원 선거에 출마했지만 낙선했다.
민족문제연구소의 친일인명사전 수록자 명단의 해외 부문, 친일반민족행위진상규명위원회가 발표한 친일반민족행위 705인 명단에 포함되었다.

## 참고자료
- 친일반민족행위진상규명위원회 (2009). 〈이동화〉. 《친일반민족행위진상규명 보고서 Ⅳ-12》. 서울. 527~541쪽.